# Dorel-Gheorghe Căprar
Dorel-Gheorghe Căprar (n. 6 august 1974, Arad, România) este un fost deputat român, ales în legislaturile 2012-2016 și 2016-2020 din partea Partidului Social Democrat. În luna iunie 2020, Dorel Căprar s-a înscris în Partidul Puterii Umaniste (social-liberal).

## Controverse
Pe 7 aprilie 2020 Dorel Căprar a fost trimis în judecată de Direcția Națională Anticorupție alături de alți 3 parlamentari și anume: Florin Tripa, Ioan Narcis Chisăliță și Luminița Jivan.
Căprar este acuzat de complicitate la luare de mită și folosirea funcției în scopul obținerii pentru sine sau pentru altul de foloase necuvenite.